# Gnathonyx amplitarsalis
Gnathonyx amplitarsalis är en skalbaggsart som beskrevs av Komiya och Nylander 2005. Gnathonyx amplitarsalis ingår i släktet Gnathonyx och familjen långhorningar.
Artens utbredningsområde är Irian Jaya. Inga underarter finns listade i Catalogue of Life.